# Puente románico de Roda de Isábena
El puente románico de Roda de Isábena cruza el río Isábena cerca del municipio de Roda de Isábena en la provincia de Huesca (Aragón, España).

## Historia
Se menciona un puente de la localidad en el 1131, aunque puede ser que no se trate del actual, ocurriendo lo mismo en otro documento del 1360 en el que se menciona el molino del puente. Fue restaurado en el año 2008, recolocándose material caído de un estribo deteriorado, recomposición de partes dañadas, limpieza y reparación de fábricas, recrecimiento de antepechos y reposición de suelos en zonas descubiertas.

## Descripción
Levantado a puntero, el puente presenta una estructura pétrea en la que destaca una única arcada ligeramente apuntado de casi 20 m de luz que salva el cauce del río Isábena. Sobre ella se extiende una calcada medieval con una longitud de 54 m, una anchura de 2,5 m y una altura mayor hasta el nivel de agua de 11 m.